# 腓特烈斯格拉本
腓特烈斯格拉本（德語：Friedrichsgraben）是德国石勒苏益格－荷尔斯泰因州的一个市镇。总面积5.39平方公里，总人口60人，其中男性37人，女性23人（2011年12月31日），人口密度11人/平方公里。